# Barroeta (Bedia)
Barroeta es una entidad de población española del municipio de Bedia, perteneciente a la provincia de Vizcaya, en la comunidad autónoma del País Vasco.

## Historia
Hacia finales del siglo XIX, el lugar, ya por entonces perteneciente a Bedia, tenía contabilizada una población de alrededor de veintocho habitantes. Aparece descrito en el segundo volumen del Diccionario geográfico, estadístico, histórico, biográfico, postal, municipal, marítimo y eclesiástico de España y sus posesiones de ultramar de Pablo Riera y Sans con las siguientes palabras:

BARROETA.—B. agreg. al ayunt. de Védia, del que dista 0'1 k. Cuenta sobre unos 28 hab. y 7 edif. — Org. civ. Corresponde á la prov. de Vizcaya, al 4.º dist. de su part. jud. para las elecciones de diputados provinciales y al dist. de Durango para las de Córtes.—Org. mil. C. G. de las Provincias Vascongadas y C. M. de Vizcaya.—Org. ecle. Pertenece á la misma dióc. de su municipio.—Org. jud. Forma parte del part. jud. de Durango y está bajo la jurisdiccion de la aud. terr. de Búrgos.—Org. econ. Para el pago de sus tributos depende este agreg., lo mismo que su ayunt., de la admon. econ. de Bilbao. — S. púb. Recibe y emite la corr. por cn. de Bilbao á Ceanuri.—Ob. púb. y med. de com. Verifica sus transportes y com. sirviéndose de los caminos de que dispone su municipalidad. — Art., of. ind. El corto número de vec. con que cuenta hace que su ind. sea muy escasa, quedando limitada á los trabajos agrícolas.—Pob. Sus edif. son de de mediana construccion y nada de notable presentan. — Sit. geog. y top. (Véase el artículo referente á este ayunt.).
(Riera y Sans, 1882, p. 443)

En 2022, tenía empadronados veintiún habitantes.